# Erias Lukwago
Erias Lukwago Ssalongo (Kalungu - Uganda, nascido em 11 de maio de 1970), é advogado e político da Uganda. Foi Parlamentar da Uganda, pelo Partido Democrata, ocupando uma das 238 vagas dos Representantes Constituintes.  Atualmente é prefeito da cidade de Kampala, capital da Uganda e maior área metropolitana do país.
Em 2016 Lukwago foi detido após discursar contra a prisão de Kizza Besigye, lider do partido FDC, dias antes da eleição presidencial.

## Vida e Educação
Nasceu no distrito de Kabungo Masaka (atual distrito de Kalungu) em 11 de maio de 1970, filho de Muhamoud Mirundi e Salimanti Nakayaga. É relatado que Lukwago tem mais de vinte irmãos. Lukwago cursou a Universidade Makerere entre 1995 e 1997, graduando-se em Bacharel em Direito. Também se graduou em Prática Jurídica no Centro de Desenvolvimento Jurídico em 1998, também possui formação em Habilidades de Advocacia pelo International Law Institute.

## Vida Profissional
Desde 1998, Lukwago trabalha como sócio-gerente nos escritórios da Lukwago and Co. Advocates, um escritório de advocacia de Kampala especializado em direito constitucional e direitos humanos. Em 2005 entrou para a política e foi eleito para o Parlamento da Uganda, pelo Partido Democrata, para representar o grupo constituinte central de Kampala.
Foi eleito para o cargo de prefeito em 14 de janeiro de 2011 com 229.325 votos, contra 119.000 de seu opositor, Peter Sematimba. Em 25 de novembro de 2013 foi deposto do cargo pelos conselheiros de Kampala depois que a justiça o considerou culpado de incompetência e abuso de poder, os conselheiros decidiram por seu impedimento por 29 a 3. No dia 28 de novembro de 2013 foi remanejado ao cargo pelo Tribunal Superior da Uganda.
Antes filiado ao Partido Democrata da Uganda, Lukwago disputou as eleições de prefeito de forma independente, porém teve o apoio do principal partido da oposição, o Fórum para a Mudança Democrática (FDC). Atualmente, está novamente no Partido Democrata.

## Vida Pessoal
Erias Lukwago é casado com Zawedde Lubwama Lukwago e eles têm seis filhos. No passado, ele era membro do Partido Democrata da Uganda, embora nas eleições de 2011 tenha concorrido como independente.